# 永光寺 (古河市)
永光寺（えいこうじ）は、茨城県古河市尾崎にある真言宗豊山派の寺院。

## 概要
道楽山、地蔵院と号す。承和10年（843年）に無善和尚によって開山された。その後、天明2年（1782年）、第18世の宥覚の頃に伽藍が整い、数多くの末寺を有して隆盛を極めた。寛政3年（1791年）には、殿堂供養塔が建立されている。この塔は無善和尚の徳を称えて建立されたものである。そこには門人の数都合21人と記されており、当時の隆盛ぶりが窺い知れる。参道を登りつめれば、正面に巨大な石造の不動明王が法安されている。左に入った所に入母屋造り、瓦葺の本堂があり、ご本尊である不動明王が安置されている。境内には8メートルの高さの牡丹観音像（石像）やミニ四国霊場もある。
永光寺は、「花の寺」としても知られており、4月から5月頃には、牡丹5000株などが咲く。その花に魅せられて参拝に来る人々は数万人にも及ぶといわれる。牡丹以外にも、梅、桜、石楠花、ツツジ、アジサイなどがみられ、年間を通じて花の絶えることがない寺である。

## 寺宝
- 殿堂供養塔
- 大日如来
- 十一面観音
- 五鈷鈴
- 中国製香炉

## 葛飾坂東観音霊場
永光寺は葛飾坂東観音霊場の番外札所である。ご詠歌は　「なにごとも　尾崎の寺のかんぜおん　たのむ姿ぞ　うつくしきかな」
葛飾坂東観音霊場では各寺院に「ご詠歌」があり、参拝時にご詠歌を唱えることは、経文読唱と同じ功徳があるとされる。